# Magneoton
A Magneoton egy magyar lemezkiadó.
A Neoton Família feloszlása után, 1990-ben alapították az együttes tagjai, Pásztor László, Jakab György és Bardóczi Gyula, valamint Joós István. Egyike volt a rendszerváltás idején létrejött magánkiadóknak. 

## Története
1992-ben a Warner Music Group felvásárolta a céget, amely így a Warner Music magyar könnyűzenei előadókkal foglalkozó alkiadója lett, míg a Magneoton mellett létrehozott Warner Music Hungary a multinacionális kiadónál megjelenő külföldi kiadványok magyarországi terjesztésével foglalkozott. 1999-ben létrehozták az Aquarium Stúdiót, amely Magyarország legmodernebb hangstúdiója volt.
2004-ben a Warner Music Hungary két igazgatója Pásztor László és Joós István mTon néven indítottak új vállalkozást, amely a Magneoton katalógusának gondozását és a további hazai kiadványok megjelentetését vitte tovább. 2014 végétől Elephant House Records néven külön label működik a Magneotonon belül az elektronikus zenei előadók műveinek terjesztése érdekében.